# Lijst van brochs

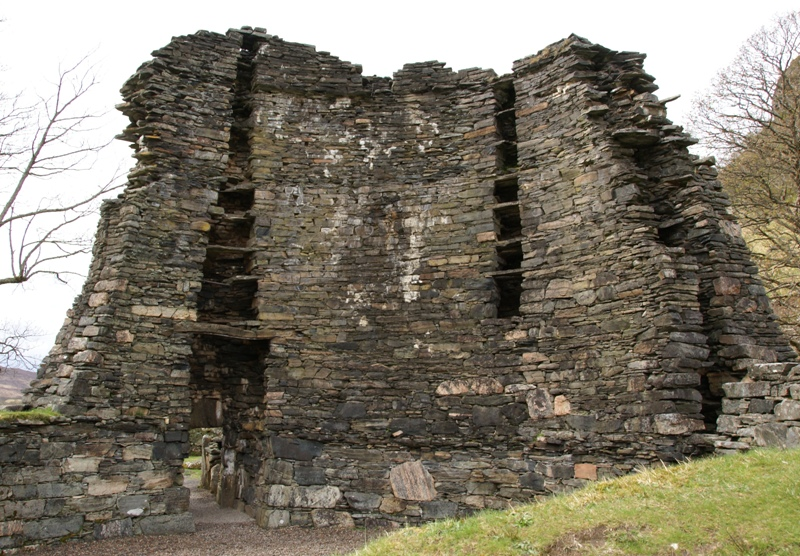
De broch Dun Telve is ongeveer tien meter hoog.

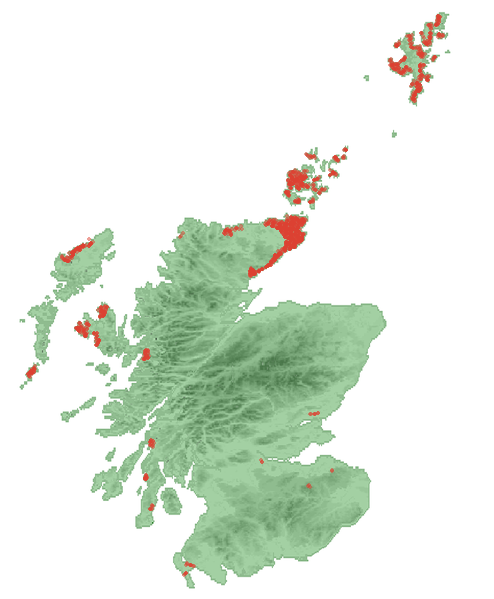
Globaal overzicht van de locaties van de brochs.

Dit is een incompleet overzicht van brochs. Er zijn enige honderden brochs gevonden in Schotland.
In de negentiende eeuw werden er 374 brochs in Schotland geteld, waarvan het merendeel op de eilanden, Sutherland en Caithness. In de 21e eeuw zijn er reeds vijfhonderd aangewezen.
In dit overzicht worden ook met brochs geassocieerde gebouwen zoals een blockhouse opgenomen.
De gebruikte namen voor de brochs kunnen verwarring opleveren. Veel worden gerefereerd als dun omdat pas later werd vastgesteld dat het een broch was. Een dun is slechts een versterkte heuvel en hoeft geen broch te zijn.

## Shetland
Shetland telt 110 brochs.
| Naam          | Regio    | Type                              | Beheer                 | Coördinaten                         | Opmerkingen              |
| ------------- | -------- | --------------------------------- | ---------------------- | ----------------------------------- | ------------------------ |
| Burra Ness    | Yell     | broch                             |                        | 60° 38' 28.29″ N, 000° 58' 57.17″ W | tot 3 meter hoog         |
| Clickimin     | Mainland | broch, blockhouse en nederzetting | Historic Scotland      | 60° 08' 58.24″ N, 001° 09' 54.96″ W |                          |
| Clumlie       | Mainland | broch                             |                        | 59° 56' 46.84″ N, 001° 16' 39.99″ W |                          |
| Culswick      | Mainland | broch                             |                        | 60° 11' 14.19″ N, 001° 32' 41.10″ W | rode zandsteen           |
| Jarlshof      | Mainland | broch en nederzetting             | Historic Scotland      | 59° 52' 09.07″ N, 001° 17' 24.59″ W | halve broch (kusterosie) |
| Mousa         | Mousa    | broch                             | Historic Scotland      | 59° 59' 42.61″ N, 001° 10' 54.14″ W | tot 13 meter hoog        |
| Ness of Burgi | Mainland | blockhouse                        | Historic Scotland      | 59° 51' 33.86″ N, 001° 18' 29.61″ W |                          |
| Old Scatness  | Mainland | broch en nederzetting             | Shetland Amenity Trust | 59° 52' 44.94″ N, 001° 18' 21.70″ W |                          |
| Scatness      | Mainland | blockhouse                        |                        | 59° 51' 49.99″ N, 001° 18' 22.85″ W | half (kusterosie)        |

## Orkney
| Naam         | Regio           | Type                  | Beheer            | Coördinaten                         | Opmerkingen       |
| ------------ | --------------- | --------------------- | ----------------- | ----------------------------------- | ----------------- |
| Burroughston | Shapinsay       | broch                 |                   | 59° 04' 26.06″ N, 002° 48' 11.67″ W | tot 3 meter hoog  |
| Borwick      | Mainland        | broch                 |                   | 59° 01' 50.58″ N, 003° 21' 09.99″ W | half (kusterosie) |
| Burrian      | North Ronaldsay | broch                 |                   | 59° 20' 52.13″ N, 002° 25' 09.67″ W |                   |
| Gurness      | Mainland        | broch en nederzetting | Historic Scotland | 59° 07' 26.28″ N, 003° 04' 55.82″ W |                   |
| Midhowe      | Rousay          | broch en nederzetting | Historic Scotland | 59° 09' 28.58″ N, 003° 06' 02.64″ W |                   |

## Highland
| Naam             | Regio      | Type                              | Beheer              | Coördinaten                       | Opmerkingen                                           |
| ---------------- | ---------- | --------------------------------- | ------------------- | --------------------------------- | ----------------------------------------------------- |
| Caisteal Grugaig | Lochalsh   | broch                             | Forestry Commission | 57° 15' 58.18″ N, 5° 32' 23.35″ W |                                                       |
| Carn Liath       | Sutherland | broch                             | Historic Scotland   | 57° 59' 13.17″ N, 3° 54' 43.04″ W |                                                       |
| Cinn Trolla      | Sutherland | broch                             |                     | 58° 02' 55.79″ N, 3° 48' 56.36″ W |                                                       |
| Clachtoll        | Sutherland | broch                             |                     | 58° 11' 44.07″ N, 5° 20' 32.02″ W | rode zandsteen                                        |
| Crosskirk        | Caithness  | broch                             |                     | 58° 36' 25.84″ N, 3° 40' 29.81″ W | verdwenen in zee                                      |
| Dun Ardtreck     | Skye       | broch                             |                     | 57° 20' 06.17″ N, 6° 25' 45.73″ W |                                                       |
| Dun Beag         | Skye       | broch                             | Historic Scotland   | 57° 21' 37.29″ N, 6° 25' 32.76″ W |                                                       |
| Dun Borrafiach   | Skye       | broch                             |                     | 57° 34' 44.04″ N, 6° 37' 35.23″ W |                                                       |
| Dun Dornaigil    | Sutherland | broch                             | Historic Scotland   | 58° 22' 00.00″ N, 4° 38' 19.05″ W | tot 6,7 meter hoog                                    |
| Dun Fiadhairt    | Skye       | broch                             |                     | 57° 27' 34.48″ N, 6° 37' 04.85″ W |                                                       |
| Dun Hallin       | Skye       | broch                             |                     | 57° 32' 23.60″ N, 6° 35' 10.94″ W |                                                       |
| Nybster          | Caithness  | broch, blockhouse en nederzetting |                     | 58° 33' 6" N, 3° 5' 3" W          |                                                       |
| Dun Telve        | Lochalsh   | broch                             | Historic Scotland   | 57° 11' 40.17″ N, 5° 35' 39.22″ W | tot 10,1 meter hoog                                   |
| Dun Troddan      | Lochalsh   | broch                             | Historic Scotland   | 57° 11' 49.26″ N, 5° 30' 18.14″ W | tot 7,6 meter hoog                                    |
| Ousdale          | Caithness  | broch                             |                     | 58° 08' 55.56″ N, 3° 34' 44.76″ W |                                                       |
| Yarrows          | Caithness  | broch                             |                     | 58° 22' 28" N 3° 11' 4" W         | Tot ca. 4 meter hoog. Staat gedeeltelijk onder water. |

## Scottish Borders
| Naam        | Regio        | Type                  | Beheer            | Coördinaten                         | Opmerkingen                   |
| ----------- | ------------ | --------------------- | ----------------- | ----------------------------------- | ----------------------------- |
| Bow         |              | broch                 |                   | 55° 39' 58.53″ N, 002° 51' 27.41″ W | omtrek van ommuring           |
| Edin's Hall | Berwickshire | broch en nederzetting | Historic Scotland | 55° 50' 09.01″ N, 002° 21' 53.26″ W | interne diameter van 17 meter |

## Dumfries and Galloway
| Naam        | Regio | Type  | Beheer | Coördinaten                | Opmerkingen |
| ----------- | ----- | ----- | ------ | -------------------------- | ----------- |
| Doon Castle |       | broch |        | 54° 45' 36″ N, 5° 0' 21″ W |             |

## Stirling
| Naam    | Regio | Type  | Beheer | Coördinaten                         | Opmerkingen                                  |
| ------- | ----- | ----- | ------ | ----------------------------------- | -------------------------------------------- |
| Coldoch |       | broch |        | 56° 09' 29.34″ N, 004° 06' 01.08″ W | tot 2,4 meter hoog, interne diameter 9 meter |
| Tappoch |       | broch |        | 56° 2' 36″ N, 3° 52' 27″ W          |                                              |

## Westelijke eilanden
| Naam            | Regio      | Type  | Beheer            | Coördinaten                         | Opmerkingen        |
| --------------- | ---------- | ----- | ----------------- | ----------------------------------- | ------------------ |
| Bruernish       | Barra      | broch |                   | 56° 59' 52" N 7° 24' 42" W          |                    |
| Dun a' Chaolais | Vatersay   | broch |                   | 56° 56' 32″ N, 7° 32' 43″ W         |                    |
| Dun Cuier       | Barra      | broch |                   | 57° 0' 1" N 7° 29' 46" W            |                    |
| Dun an Sticir   | North Uist | broch |                   | 57° 40' 52.74″ N, 007° 12' 25.93″ W | tot 3,6 meter hoog |
| Dun Baravat     | Lewis      | broch |                   | 58° 12' 59.67″ N, 006° 50' 44.41″ W |                    |
| Dun Bharabhat   | Lewis      | broch |                   | 58° 12' 39.86″ N, 006° 56' 31.47″ W |                    |
| Dun Carloway    | Lewis      | broch | Historic Scotland | 58° 16' 11.40″ N, 006° 47' 35.52″ W | tot 9,2 meter hoog |
| Dun Mor Vaul    | Tiree      | broch |                   | 56° 32' 30.65″ N, 006° 48' 47.60″ W |                    |
| Dun Vulan       | South Uist | broch |                   | 57° 14' 27.37″ N, 007° 26' 54.73″ W |                    |
| Loch na Beirgh  | Lewis      | broch |                   | 58° 12' 37.82″ N, 006° 56' 00.51″ W |                    |
| Tirefour        | Lismore    | broch |                   | 56° 31' 48.19″ N, 005° 28' 08.98″ W |                    |